# Joaquín Vallvé Bermejo
Joaquín Vallvé Bermejo (Tetuan, 6 d'agost de 1929 – Madrid, 3 d'octubre de 2011) va ser un arabista, historiador i acadèmic de la Història espanyol.
Nascut el 6 d'agost de 1929 en Tetuan, es va llicenciar el 1954 de Filologia Semítica en la Universitat de Granada. Va realitzar el doctorat en la Universitat de Madrid, doctorant-se finalment el 1962 amb la lectura de Contribución a la historia medieval de Ceuta hasta la ocupación almoravid. Va exercir la càtedra en la Universitat Complutense de Madrid i la Universitat de Barcelona. Elegit acadèmic numerari de la Reial Acadèmia de la Història l'11 de març de 1988, en va prendre possessió fins a la seva mort, que va tenir lloc el 3 d'octubre de 2011 a Madrid. Va ser alumne d'Emilio García Gómez. De 1980 a 1985 fou director de l'Instituto «Miguel Asín» (Escuela de Estudios Árabes) i de la seva revista Al-Qantara, i membre de l'Instituto Hispano-Árabe de Cultura. De 1976 a 1980 ha estat Conseller Nacional d'Educació.

## Obres
- El repartimiento de Comares (1486-1496) (1974), en col·laboració amb F. Bejerano
- La división territorial de la España musulmana (1986)
- Nuevas ideas sobre la conquista árabe de España. Toponimia y onomástica (1989)
- El califato de Córdoba (1992)
- Abderrahman III (2003)
- Anales de los Emires de Córdoba Alhaquén II (180-206H/796-822 J.C.) y Abderrahmán II (206-232H/822-847JC) (1999)
- La primera década del reino de al-Hakam I: según el Muqtabis II-1 de Ibn Hayyan (2003)
- Al-Andalus: sociedad e instituciones (1999)